# Formulace odplaty
Formulace odplaty je devátý díl třetí řady amerického televizního seriálu Teorie velkého třesku. V této epizodě hostují John Ross Bowie, Carol Ann Susi, Melissa Rauch, Ira Flatow a Katee Sackhoff. Režisérem epizody je Mark Cendrowski.

## Děj
Tři rande dopadla dobře a tak se Howard rozhodne posunout vztah s Bernadette (Melissa Rauch) dopředu a požádá ji o ruku. Ta však odmítá s tím, že je to pro ně oba ještě příliš brzy. Mezitím svádí Sheldon žertíkový souboj s Barrym (John Ross Bowie). Ten jej zesměšní v rámci rozhlasového vysílání, Sheldon mu to vrací útokem v rámci Barryho laboratoře.

## Obsazení
| Johnny Galecki  | Leonard Hofstadter      |
| Jim Parsons     | Sheldon Cooper          |
| Kaley Cuoco     | Penny                   |
| Simon Helberg   | Howard Wolowitz         |
| Kunal Nayyar    | Raj Koothrappali        |
| John Ross Bowie | Barry Kripke            |
| Carol Ann Susi  | Debbie Wolowitz         |
| Melissa Rauch   | Bernadette Rostenkowski |
| Ira Flatow      | sebe                    |
| Katee Sackhoff  | sebe                    |